# Buzinkai György
Nem összetévesztendő a hasonló nevű Buzinkay Györggyel, a Momentum Mozgalom elnökségi tagjával.
Buzinkai György (Nagybánya, – Debrecen, 1768. március 17.) Debrecen főorvosa.

## Életpályája
Buzinkai Mihály gyulafehérvári tanár unokája volt. Tanult a marosvásárhelyi kollégiumban; azután nevelő volt gróf Gyulay Ferenc tábornoknál és ennek költségén Brémában, Amszterdamban és Leidenben tanulta az orvosi tudományokat; Leidenben szerzett orvosi oklevelet. Hazaérkezése után, 1737-ben Debrecenben orvossá nevezték ki, és haláláig a város főorvosa volt.

## Művei
- Dissertatio historico-medica de venenis eoruinque antidotis. Franeker, 1733.
- Theses inaug. medicae XXXV. varii argument. Uo. 1733.
- Elveszett bünösnek megkerestetése és megtartatása és Krisztus barátságos hivogatása, Amsterdam, 1735. (Két prédikáció, holland nyelvből fordította.)
- Rövid oktatás, miképen kellessék magunkat a pestis ellen védelmezni és a pestisben lévő betegségeket orvosolni. Debrecen, 1739.